# 8 Spruce Street
8 Spruce Street, s původním názvem Beekman Tower, současně také někdy nazývaná New York by Gehry, je 265 m
vysoká výšková budova v New Yorku, na Dolním Manhattanu, v ulici 8 Spruce Street. Je od známého amerického architekta Franka Gehryho. Nachází se ve Finanční čtvrti, několik set metrů od Brooklynského mostu.
Je jednou z nejvyšších obytných budov na světě. V době svého otevření (v únoru 2011) byla nejvyšší obytnou budovou na západ od Greenwiche. Budova má 76 podlaží a je v ní 898 bytových jednotek. Součástí budovy je veřejná základní škola ve vlastnictví ministerstva školství. Konstrukce budovy je z vyztuženého betonu. Architekturou bývá stavba zařazována do dekonstruktivismu.

## Vzhled a využití

### Škola
Škola je opláštěná červenohnědými cihlami a pokrývá plochu 9 300 m² v prvních pěti patrech budovy. Navštěvuje jí přibližně 600 studentů rozdělených do osmi věkových tříd. Střešní plocha ve 4. patře má 4 000 m² venkovního hracího prostoru.

### Apartmány
Nad základní školou se nachází luxusní rezidentní byty v obležení nerezové oceli. Apartmány mají velikost v rozmezí 46 m² až 150 m². Všechny byty jsou pouze k pronájmu. Nejsou k dispozice ke koupi.

### Nemocnice
Budova obsahuje i vedlejší prostor pro nemocnici New York Downtown, která oplývá rozlohou 2 300 m². Garáže jsou v podzemí. Od roku 2016 se jedná o komerčně provozovanou garáž.

### Veřejný prostor
Na východní a západní straně budovy jsou veřejná náměstí. Jedna má velikost 1 000 m² a druhá je poněkud menší.
V rámci projektu je zahrnut maloobchodní prodejny na ulici, které mají velikosti od 120 až 230 m2.

## Recenze
Dřívější hodnocení budovy 8 Spruce Street byly příznivější. V The New York Times kritik architektury Nicolai Ouroussoff chválil vzhled budovy jako vítaný doplněk k panoramatu New Yorku. Architektonický kritik Paul Goldberger z magazínu New Yorker jej označil "za jednu z nejkrásnějších budov v centru města". Goldberger dokonce prohlásil, že 8 Spruce Street je teprve první budovou, která si skutečně zasloužila stát vedle majestátní Woolworth Building.
Budova obdržela cenu Emporis Skyscraper za rok 2011.

## Fotogalerie

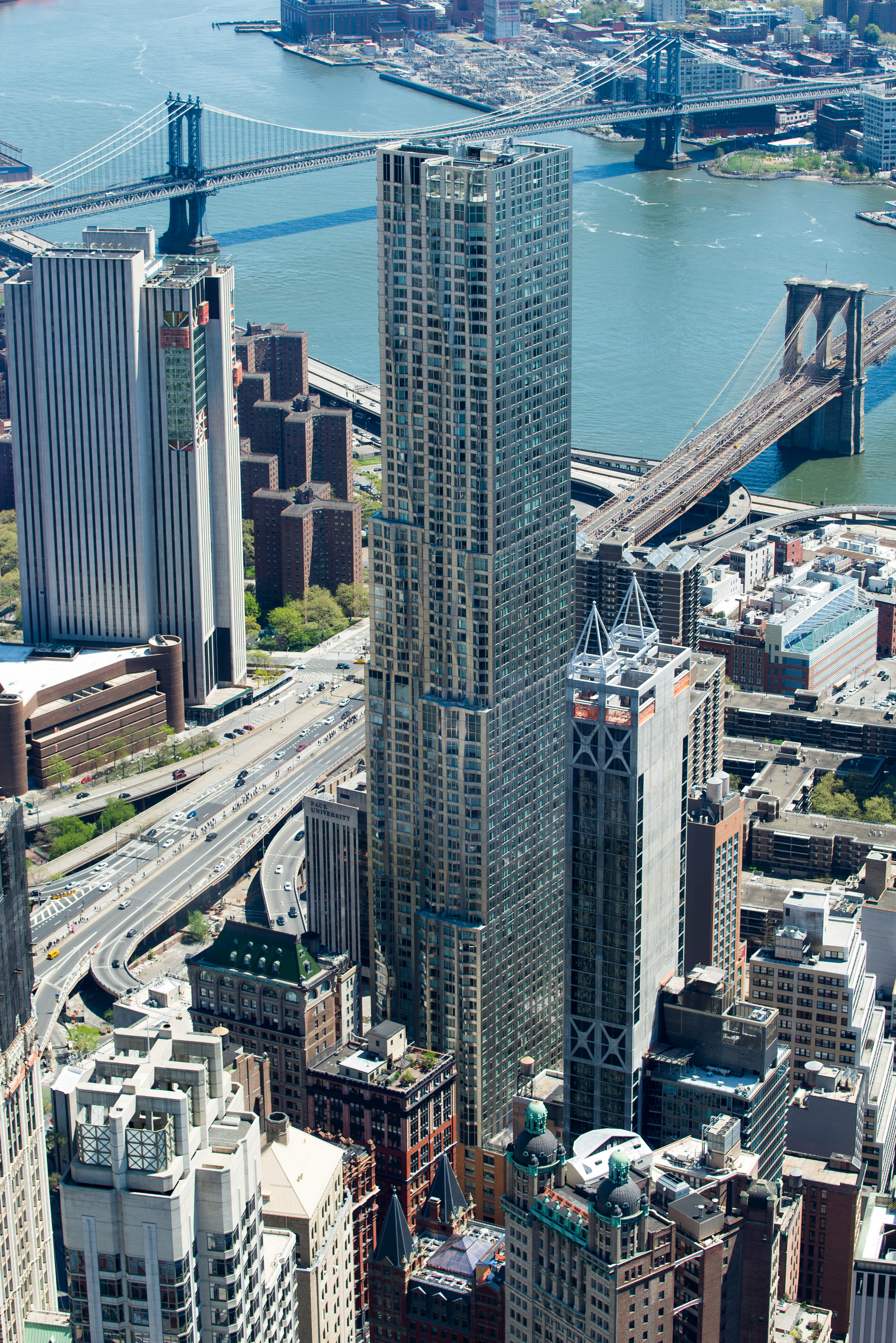
pohled z One World Trade Center
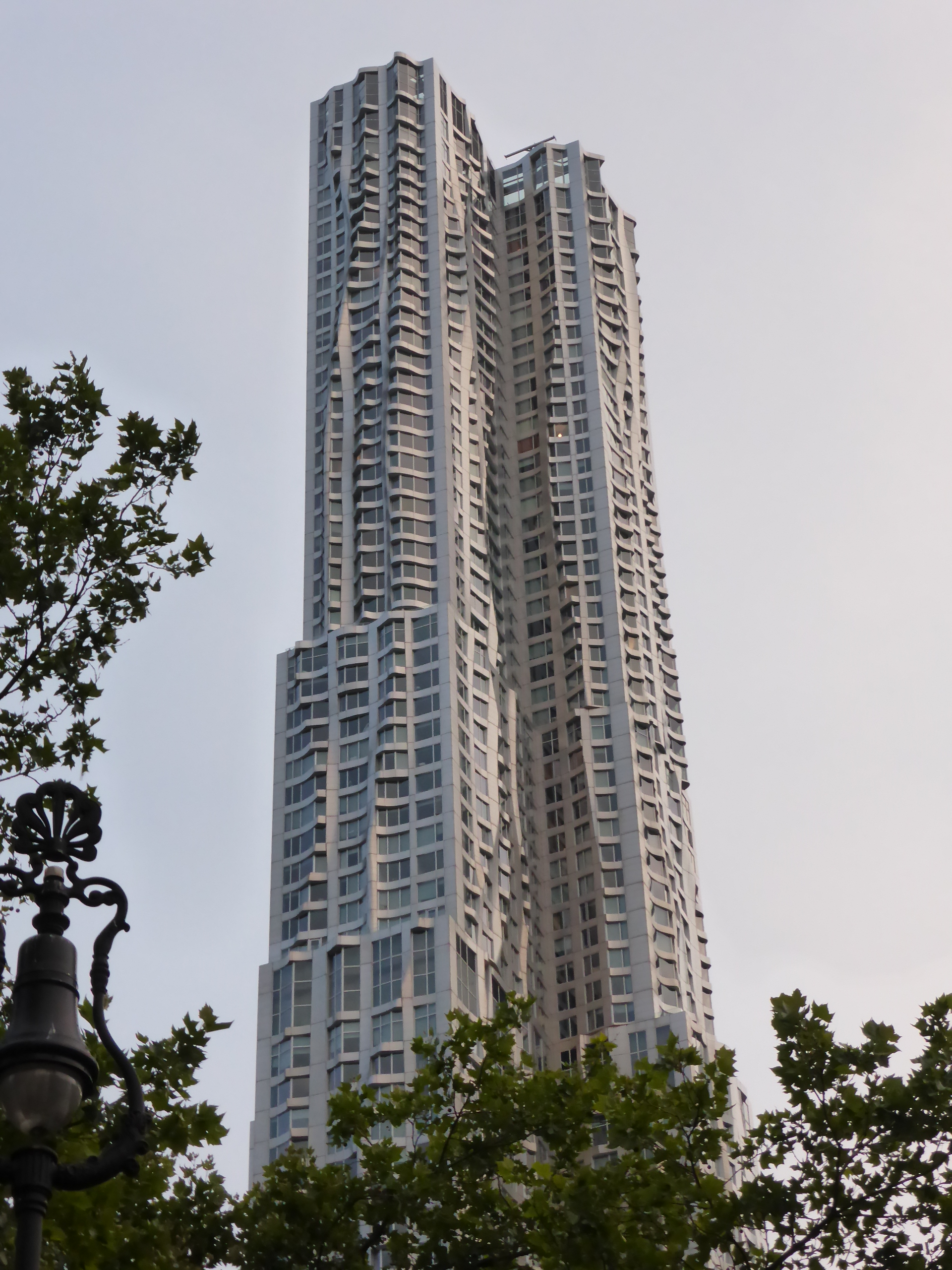
červenec 2014
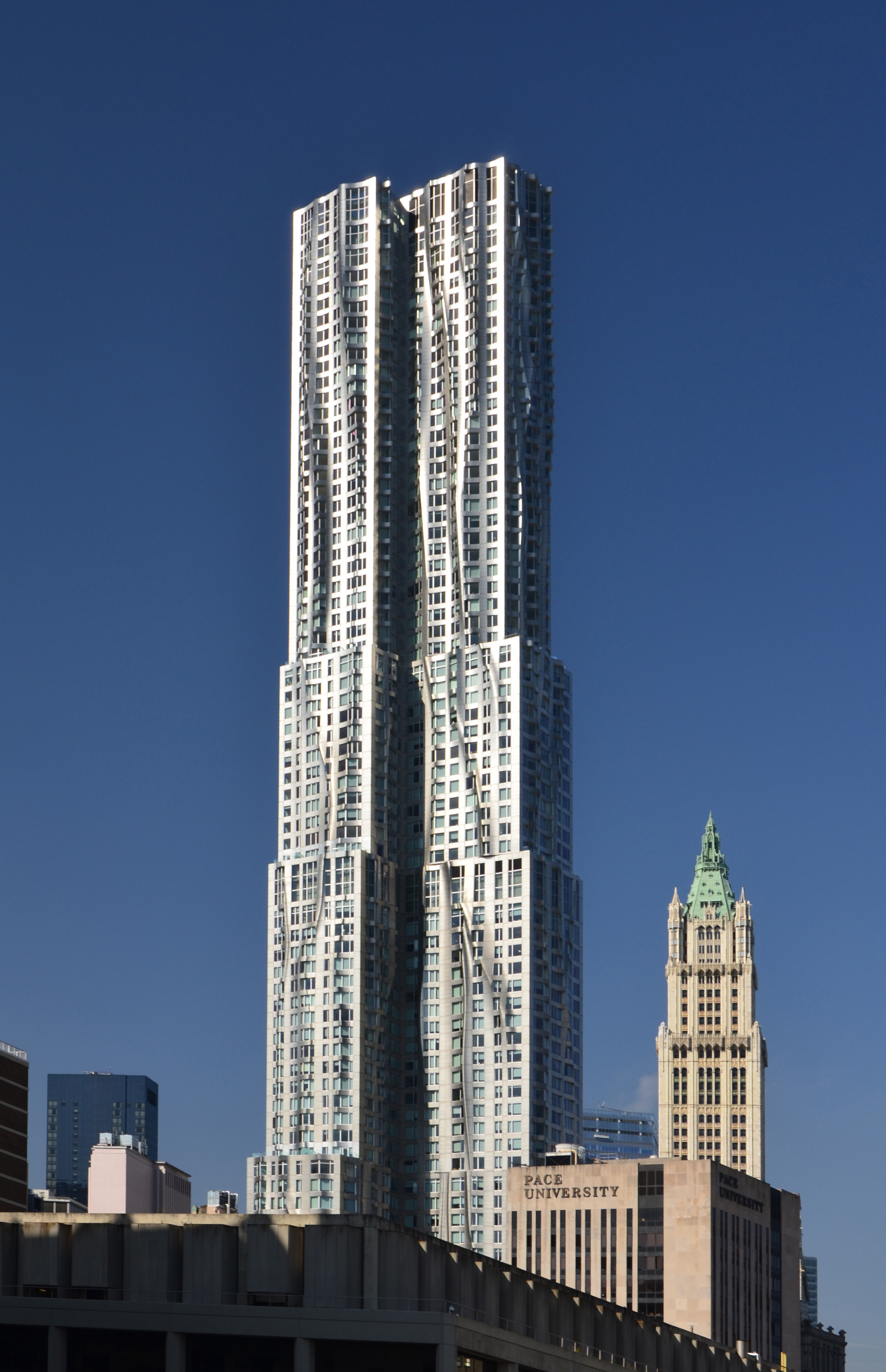
pohled z Brooklynského mostu
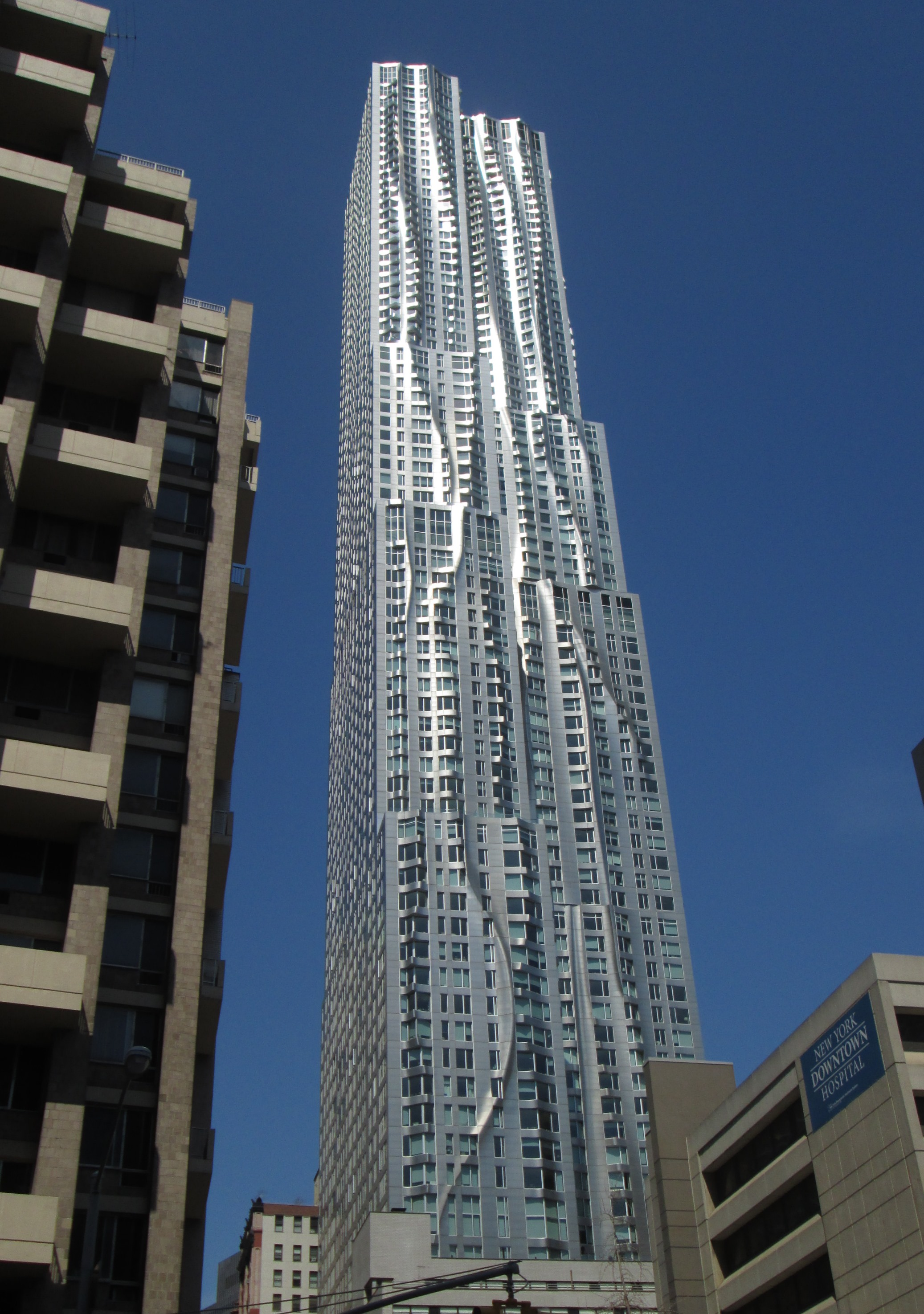
pohled z Gold Street